# Китайска триивичеста кутиеста костенурка
Китайските триивичести кутиести костенурки (Cuora trifasciata) са вид влечуги от семейство Азиатски речни костенурки (Geoemydidae).
Разпространени са в югоизточен Китай и съседните части на Виетнам. Достигат 25 сантиметра дължина, като черупката им е кафява, с три отчетливи черни ивици и жълтеникав ръб. Хранят се главно с риба, жаби и мърша. Видът се използва в народната медицина, поради което е критично застрашен от изчезване, но се отглежда със същата цел в множество ферми за костенурки в Китай.